# Epilobium spitianum
Epilobium spitianum là một loài thực vật có hoa trong họ Anh thảo chiều. Loài này được H.J.Chowdhery & Murti mô tả khoa học đầu tiên năm 1989.